# Saimiri cassiquiarensis
Saimiri cassiquiarensis  is een zoogdier uit de familie van de kapucijnapen en doodshoofdaapjes (Cebidae). De wetenschappelijke naam van de soort werd voor het eerst geldig gepubliceerd door René Primevère Lesson in 1840.

## Voorkomen
De soort komt voor in Brazilië, Colombia en Venezuela.

## Ondersoorten
De soort heeft de volgende twee ondersoorten:
- Saimiri cassiquiarensis cassiquiarensis (Lesson, 1840) – Komt voor in het noordwesten van Brazilië het zuiden van Venezuela en de Colombiaanse Amazone.
- Saimiri cassiquiarensis albigena (Pusch, 1942) – Komt voor in centraal Colombia aan de oostelijke hellingen van de Andes.

Sommige auteurs rekenen Saimiri macrodon ook als ondersoort van deze soort.